# Embid de Cuenca
Embid de Cuenca es un caserío del municipio español de Cuenca, perteneciente a la provincia de Cuenca, en la comunidad autónoma de Castilla-La Mancha.

## Geografía
Se encuentra junto al curso del río Júcar.

## Historia
A mediados del siglo XIX, la aldea, perteneciente al término jurisdiccional de Cuenca, tenía contabilizada una población de 35 habitantes. Aparece descrita en el séptimo volumen del Diccionario geográfico-estadístico-histórico de España y sus posesiones de Ultramar de Pascual Madoz de la siguiente manera:

EMBID: ald. en la prov., dióc, part. jud. y térm. jurisd. de Cuenca (1 y 1/2 leg.), aud. terr. de Albacete (22), c. g. de Castilla la Nueva (Madrid 22). sit. en una llanura á 300 varas de la margen der. del r. Jucar, con clima frio y libre ventilacion, siendo las enfermedades mas frecuentes las de pecho y vientre, y en el estio las intermitentes. Consta de 9 casas de mediana construccion, cuyos moradores se proveen para sus necesidades del agua del r. arriba mencionado : hay una ermita filial, anejo de la parr. de San Miguel de Cuenca; y la jurisd. del pueblo está bajo la responsabilidad de un alcalde pedáneo sujeto al de aquella c. El térm. confina al N. con el de Mariana; E. Velde el Pino; S. Cuenca, y O. Chillaron, estendiéndose de N. á S. 1 leg. y 1/2 de E. á O: lo baña en su mayor parte el r. ya precitado, el que próximo á esta ald. tiene un puente llamado del Chantre, todo de piedra. El terreno en parte es llano y en parte montuoso, pero todo él de mediana calidad para la producción de cereales, aunque bueno para pastos que abundan en la deh. que hay en el monte nombrado del Rector, el que está poblado de pinos y robles, con la estension de 1/2 leg. de long. y 1/4 de lat. Los caminos se hallan en malísimo estado, y conducen á los baños del Solar de Cabras, Cuenca y demas pueblos limítrofes. La correspondencia se lleva y recibe en la cap. de la prov. prod.: las principales son: trigo, cebada y avena, siendo la mayor la del trigo; hay algun ganado cabrio y lanar, siendo este el mas preferido; caza en abundancia de liebres, perdices y conejos, y pesca de barbos, truchas y cangrejos. pobl.: 9 vec. y 35 alm.
(Madoz, 1847, p. 471)